# Хвальфьярдаргёйнг
Хвальфьярдаргёйнг (исл. Hvalfjarðargöng; слушатьо файле) — подводный автомобильный тоннель, проложенный под Хваль-фьордом на западе Исландии. Является частью кольцевой дороги Хрингвегюр 1. С сентября 2018 года проезд по тоннелю бесплатный.

## Характеристика
Расположенный в 25 километрах к западу от Рейкьявика, между регионами Вестюрланд и Хёвюдборгарсвайдид, тоннель Хвальфьярдаргёйнг был открыт для движения 11 июля 1998 года. Его общая длина — 5770 метров, из которых 3750 метров находятся под водой, а глубина достигает 165 метров ниже уровня моря. Тоннель вырыт глубоко в скальной породе под дном Хваль-фьорда. Через тоннель проходит участок кольцевой дороги Хрингвегюр 1, самой важной дороги в стране.
Южный участок имеет продольный уклон от 4 до 7 %, северный участок — 8,1 %. Тоннель состоит из одной галереи, движение осуществляется по двум полосам шириной 4 м в каждую сторону, но с северной стороны есть дополнительная, третья, полоса для подъёма. Каждые 500 метров есть ниши для аварийной остановки или поворота. Порталы имеют профиль в виде симметричного знака ᑎ. Работа тоннеля не зависит от погодных условий. и он всегда открыт для проезда. Пешеходы и велосипедисты в тоннель не допускаются.
Хвальфьярдаргёйнг уменьшил расстояние от Рейкьявика до западной и северной частей острова на 45 километров и сократил время проезда через фьорд до 7 минут вместо часа.
Хвальфьярдаргёйнг — единственный тоннель в Исландии, который финансировался, строился и эксплуатировался частной компанией Spölur и был единственным тоннелем, где взималась плата за проезд (с 28 сентября 2018 года проезд в туннеле бесплатный). Первоначально предполагалось, что потребуется 20 лет, чтобы компания окупила стоимость строительства туннеля, но трафик оказался значительно выше, чем первоначально планировалось, тоннель окупил себя раньше и был передан государству. Объём движения в тоннеле настолько велик, что компания Spölur предложила построить новый туннель рядом с существующим, потому что движение достигает порогового значения, установленного европейскими правилами (8000 автомобилей в день), при превышении которого движение в противоположных направлениях должно быть разделено.
6 июня 2016 года в Хвальфьярдаргёйнг произошла первая авария со смертельным исходом в результате лобового столкновения двух автомобилей. Один человек погиб, трое получили серьёзные ранения.